# Vaalserberg
Vaalserberg ("Monte Vaals") é uma colina de 322,4 metros de altitude (medidos em relação ao Normaal Amsterdams Peil), que constitui o ponto mais alto dos Países Baixos (na parte europeia) e é uma tríplice fronteira entre Países Baixos, Alemanha e Bélgica. Do lado neerlandês fica na provincia de Limburgo, no extremo sudeste do país, no município de Vaals, perto da cidade homónima, a 3 km a oeste de Aachen.
Ao seu cume dá-se o nome de Drielandenpunt ("Ponto dos Três Países", em neerlandês ou Dreiländereck em alemão.
Entre 1830 e 1919 foi incluído um Vierlandenpunt ou "Ponto dos Quatro Países" (ver Moresnet, um quarto país já extinto). Esta interseção de fronteiras faz de Vaalserberg uma atração turística nos Países Baixos.

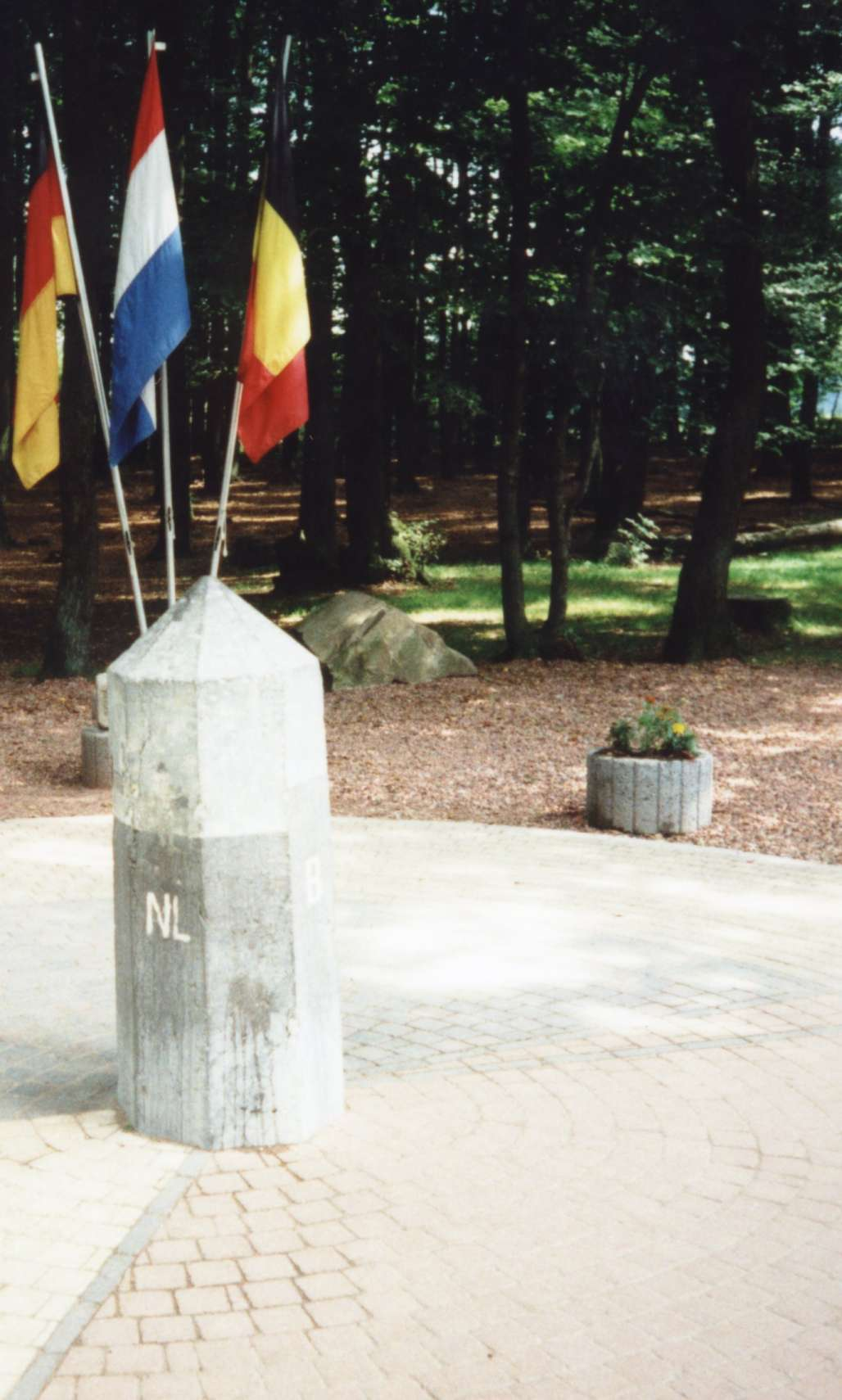
O Drielandenpunt